# Regionální rada Porýní
Regionální sdružení Porýní je jedním ze dvou regionálních sdružení v Severním Porýní-Vestfálsku, které bylo založeno v roce 1953 a sídlo je v Kolíně nad Rýnem. V roce 1953 převzal zařízení a úkoly Zemského sdružení provincie Rýn, které se zde nacházelo.